# General Hospital
General Hospital (förkortas ofta GH), även kallat Sjukhuset i Sverige, är en amerikansk såpopera som har gått i USA på TV-nätverket ABC sedan 1963. Serien utspelas i den fiktiva staden Port Charles i New York, USA. Premiären den 1 april 1963 skedde samma dag som konkurrenten NBC började sända sin motsvarighet The Doctors. Serien skapades av makarna Frank och Doris Hursley.
År 2018 passerade General Hospital 14 000 avsnitt, och serien är listad i Guinness rekordbok som världens längsta TV-serie som fortfarande produceras, och som världens tredje längsta TV-serie genom tiderna (där Guiding Light är på första plats), mätt i antal avsnitt.
Såpan sändes från början som halvtimmes-avsnitt men utökades först till 45 minuter 1976 och sedan till 60 minuter 1978. I Sverige sände TV4 serien under 1990-talet men slutade visa den på grund av rättighetsproblem. I april 2009 började TV4 Plus visa serien efter Glamour kl 18.05 med repris följande vardag kl 5.00. Från och med 28 september började GH sändas på annan tid men i samma kanal. Den nya tiden blev 12.45, med repris 5.05 följande vardag, tittarsiffrorna motsvarade inte förväntningarna och TV4 Plus slutade visa serien i februari 2010.

## Historia
General Hospital har under åren erkänts för att ha varit trendsättande i genren genom att ha startat flera trender i såpopera-genren under 1980-talet. Det största trendbrottet var att gå mot en mer händelserik och actionfylld serie till skillnad mot de många serier som baserades på sociala och lokala problem och frågeställningar.
Under tidigt 1990-tal visade TV4 serien under dagtid. Den 6 april 2009 kl.18.05, med repriser under nätter/tidiga morgnar vardagen efter, var det nypremiär i Sverige denna gång på systerkanalen TV 4 Plus.

## Handling
De första åren handlar serien främst om personalen på General Hospital och fokuserar då på romans och intriger dem emellan. Men i takt med att åren har gått så har seriens berättelser gått åt många olika håll.  Dels följer man inte bara personalen utan också olika familjer som knyts till serien. Serien har också en viss roll i myntandet av termen supercouple  (som syftar till ett (fiktivt) par som tillsammans gestaltar en idealbild av romans, flärd och välfärd) genom bröllopet mellan karaktärerna Luke och Laura som är ett av de mest sedda tv-serieavsnitten någonsin. 
Förutom relationer så har serien också handlat om och haft sidoberättelser kring bedragare, maffiabossar, spioner och så vidare, men alla har en koppling till en skada eller sjukdom på sjukhuset eller till någon som arbetar där.

## Skådespelare
Serien har gjort sig känd för att låta populära karaktärer återkomma i serien, ibland årtionden efter deras första framträdande. Genom åren har skådespelare som Jane Elliot, Vanessa Marcil, Jack Wagner, Emma Samms, Finola Hughes och Rick Springfield deltagit och återkommit i serien. 
Seriens längd har gjort det vanligt att karaktärer först dyker upp som barn eller ungdomar till en äldre karaktär för att sedan återvända när de blivit vuxna. Ett exempel på detta är Kimberly McCullough som under 1980-talet spelade karaktären Robin Scorpio, dotter till spionerna Robert Scorpio (spelad av Tristan Rogers) och  Anna Devane (spelad av Finola Hughes). Under 2005 återvände hon till sin karaktär, den här gången som en vuxen Robin som hade studerat till läkare och nu arbetade på General Hospital.

## Spinoff-serier
Ett flertal försök har gjorts att producera serier liknande General Hospital under både i andra länder och andra tider.

### General Hospital: U.K. Series
GH: U.K. Series sändes av ITV mellan åren 1972 och 1979. Serien hade inte med några karaktärer från den amerikanska motsvarigheten men formatet på serien var densamma. TV-serien sändes som avsnitt på 30 minuter på eftermiddagar de första åren men utvecklades till 60 minuter på fredagskvällar åren 1975 till 1979.

### Port Charles
Port Charles sändes också av ABC åren 1997 till 2003 och handlade om ett gäng medicinstudenter på praktik. Några var hämtade från General hospital men de flesta var helt nya karaktärer. Serien gick mot det övernaturliga och hade bland annat med vampyrer.

### General Hospital: Night Shift
GH: Night shift sändes under 2007 men lades ner på grund av dåliga tittarsiffror. Den nya serien fick en nära koppling till General Hospital. Inte minst genom att flera figurer fanns med i båda serierna. Detta gjorde dock att trycket blev för hårt på teamet bakom General Hospital som plötsligt hade två olika produktioner att hålla ordning på, trots att den nya serien producerades av ett eget team.

## Utmärkelser

### Daytime Emmy Awards

#### Vinnare i skådespelar-kategorier och drama serie-kategorin
- Bästa dramaserie: 1981, 1984, 1995, 1996, 1997, 1999, 2000, 2005, 2006, 2008, 2012, 2016
- Bästa manliga skådespelare:
  - Anthony Geary (Luke Spencer) 1982, 1999, 2000, 2004, 2006, 2008, 2012, 2015
  - Maurice Benard (Sonny Corinthos) 2003
  - Tyler Christopher (Nikolas Cassadine) 2016
- Bästa kvinnliga skådespelerska:
  - Finola Hughes (Anna Devane) 1991
  - Laura Wright (Carly Corinthos Jacks) 2011
  - Maura West (Ava Jerome) 2015
- Bästa manliga biroll:
  - Peter Hansen (Lee Baldwin) 1979
  - David Lewis (Edward Quartermaine) 1982
  - Gerald Anthony (Marco Dane) 1993
  - Steve Burton (Jason Morgan) 1998
  - Stuart Damon (Alan Quartermaine) 1999
  - Rick Hearst (Ric Lansing) 2004, 2007
  - Jonathan Jackson (Lucky Spencer) 2011, 2012
  - Chad Duell (Michael Corinthos) 2015
  - Sean Blakemore (Shawn Butler) 2016
- Bästa kvinnliga biroll:
  - Jane Elliot (Tracy Quartermaine) 1981
  - Rena Sofer (Lois Cerullo) 1995
  - Sarah Brown (Carly Benson) 2000
  - Vanessa Marcil (Brenda Barrett) 2003
  - Natalia Livingston (Emily Quartermaine) 2005
  - Genie Francis (Laura Spencer), 2007
  - Nancy Lee Grahn (Alexis Davis) 2012
  - Julie Berman (Lulu Spencer) 2013

Bästa unga kvinnliga skådespelare:
- Kimberly McCullough (Robin Scorpio) 1989, 1996
- Sarah Brown (Carly Benson) 1997, 1998
- Julie Berman (Lulu Spencer) 2009, 2010
- Kristen Alderson (Kiki Jerome) 2013

Bästa unga manliga skådespelare:
- Jonathan Jackson (Lucky Spencer) 1995, 1998, 1999
- Jacob Young (Ex. Lucky Spencer) 2002
- Chad Brannon (Zander Smith) 2004
- Bryan Craig (Morgan Corinthos) 2016

#### Övriga kategorier (urval)
Bland annat har serien vunnit titlar som:
- Lifetime Achievement Award 2004: Anna Lee och Rachel Ames
- Outstanding Drama Series Directing Team: 1981, 1982, 2000, 2004, 2005, 2006
- Outstanding Achievement in Costume Design for a Drama Series: 1995, 1996, 1998, 1999

### Writers guild of America
- Daytime serials: 1995, 1996, 1998

### Directors guild of America
- Oustanding Achievement in Daytime Serials: 1996, 1998, 2002, 2004